# Millettia sacleuxii
Millettia sacleuxii är en ärtväxtart som beskrevs av Stephen Troyte Dunn. Millettia sacleuxii ingår i släktet Millettia och familjen ärtväxter. IUCN kategoriserar arten globalt som sårbar. Inga underarter finns listade i Catalogue of Life.